# 惡魔的手毬歌
《惡魔的手毬歌》（あくまのてまりうた）是日本推理作家橫溝正史創作的小說，1957年8月 - 1959年1月在《寶石》雜誌連載。《惡魔的手毬歌》曾多次被改編成電影與電視劇。

## 劇情
1955年7月下旬，金田一耕助想要在偏遠農村休息一個月，岡山縣警部磯川常次郎於是介紹他來到岡山與兵庫縣交界的鬼首村，住在「龜之湯」溫泉旅館。金田一耕助從磯川常次郎之處得知，女主人青池里佳的丈夫青池源治郎在23年之前（1932年）被人殺死，嫌犯恩田幾三至今仍然行蹤不明。
當時鬼首村因為大空由加利即將返鄉，整個村莊相當熱鬧。然而，村長多多羅放庵離奇失蹤，只留下一些血跡。經過調查後，一位自稱為栗林玲的老婆婆涉有重嫌。接下來幾天中，由良泰子以詭異的方式遭到殺害，升斗與漏斗被擺放屍體的嘴巴上。仁禮文子緊接著在隔天失蹤，後來她的屍體在葡萄酒工廠被發現，旁邊則放著年糕與秤。
金田一耕助經由由良五百子得知鬼首村一首古老的手毬歌，才發覺殺人事件似乎是按照手毬歌來進行。當天青池里子也失蹤了，後來發現她的頭部遭到重擊，已經氣絕多時。金田一耕助與磯川常次郎警部與立花警部補等人認為兇手的下一個目標是大空由加利，於是守候在大空由加利宅邸周圍。當晚，兇手在大空由加利宅邸縱火，但是遭到金田一耕助等人追捕後，跌落堤防而死亡。金田一耕助等人將屍體抬上來後，發現一連串殺人事件的兇手就是青池里佳。
青池里佳總共殺死五個人（青池源治郎、多多羅放庵、由良泰子、仁禮文子、青池里子）。她殺死丈夫青池源治郎的動機是因為他想要與別所春江遠走高飛，離開村子。而為了把嫌犯的罪名推到別人頭上，她殺死了村長多多羅放庵。又因為她認為由良泰子和仁禮文子是丈夫與其他人偷情所生下的私生子，繼而相繼殺害了他們二人。青池里子則是被她誤認為是別所千惠子而誤殺的。

### 手毬歌
| 原文 -{ うちの裏のせんざいに 雀が三羽とまって 一羽の雀のいうことにゃ おらが在所の陣屋の殿さま 狩好き酒好き女好き 女たれがよい枡屋の娘 枡屋器量よしじゃがうわばみ娘 枡ではかって漏斗で饮んで 日がないちにち酒浸り それでも足らぬとて返された 返された }- -{ うちの裏のせんざいに 雀が三匹とまって 二羽の雀のいうことにゃ おらが在所の陣屋の殿さま 狩好き酒好き女好き 女たれがよい秤屋の娘 秤屋器量よしじゃが爪长娘 大判小判を秤にかけて 日なし勘定に夜も日もくらし 寝るまもないとて返された 返された }- -{ うちの裏のせんざいに 雀が三匹とまって 三羽の雀の言うことにゃ おらが在所の陣屋の殿さま 狩り好き酒好き女好き 女たれがよい锭前屋の娘 錠前屋器量よしじゃが小町でござる 小町娘の錠前が狂うた 錠前狂えば鍵合わぬ 鍵が合わぬとて返された 返された }- | 中文翻譯 我家的後院裡 來了三隻麻雀 有一隻麻雀是這麼說的 俺是本地兵營的大老爺 愛打獵愛喝酒愛女人 特別愛的是女人 很有女人味的升斗店女兒 長的很標緻，但喝酒是海量 用升來量，用漏斗來喝 一整天都不離酒 還說不夠喝，結果被趕回去了 被趕回去了 我家的後院裡 來了三隻麻雀 第二隻麻雀是這麼說的 俺是本地兵營的大老爺 愛打獵愛喝酒愛女人 特別愛的是女人 很有女人味的秤店女兒 長的很標緻，但是個小氣鬼 大錢幣小錢幣都拿秤來量 一天到晚計算每天還債錢 還說沒空睡覺，結果被趕回去了 被趕回去了 我家的後院裡 來了三隻麻雀 第三隻麻雀是這麼說的 俺是本地兵營的大老爺 愛打獵愛喝酒愛女人 特別愛的是女人 很有女人味的鎖店女兒 長的很標緻，地方有名的大美人 大美人的鎖出了毛病 鎖出毛病鑰匙就不合 就說鑰匙不合，結果被趕回去了 被趕回去了 |

## 登場人物
金田一耕助（きんだいち こうすけ）
私家偵探。

### 警察
磯川 常次郎（いそかわ つねじろう）
岡山縣警警部。
立花（たちばな）
岡山縣警警部補、捜査主任。
乾（いぬい）
岡山縣警刑事、立花的部下。
山本（やまもと）
岡山縣警刑事、立花的部下。
木村（きむら）
鬼首村駐在巡査。

### 龜之湯
青池 源治郎（あおいけ げんじろう）
的丈夫，昭和七年時疑似遭到恩田幾三殺害，後來證實他與恩田幾三是同一人，青池里佳才是殺死他的兇手。他在小學畢業後離開鬼首村，也是著名的電影解說人青柳史郎。
青池 里佳（あおいけ りか）
青池 源治郎之妻，年紀約五十歲。她是一連串殺人事件的兇手，最後跌落堤防死亡。（台灣中文版漢字譯為「莉香」）
青池 歌名雄（あおいけ かなお）
青池源治郎的兒子、鬼首村青年團副團長，相當受到女性的歡迎，擁有一副好歌喉。他在殺人事件結束後，決定離開鬼首村。
青池 里子（あおいけ さとこ）
青池源治郎的女兒，身上有大片紅斑。後來她遭到母親里佳誤殺。
阿幹（おみき）
女僕。

### 仁礼家
屋號為「秤屋」。
仁礼 仁平（にれ にへい）
仁礼家前任當家。
仁礼 嘉平（にれ かへい）
仁礼家現任當家。
次子（つぎこ）
仁礼嘉平的妹妹。
孝枝（さきえ）
仁礼嘉平的妹妹，與青池源治郎私通生下仁礼文子。（台灣中文版漢字譯為「咲枝」）
仁礼 直平（にれ なおへい）
仁礼嘉平的兒子
仁礼 路子（にれ みちこ）
仁礼直平之妻。
仁礼 勝平（にれ かつへい）
仁礼嘉平的兒子、鬼首村青年團團長。
仁礼 文子（にれ ふみこ）
仁礼嘉平的女兒，但是她其實與仁礼嘉平是舅甥關係，真正的父親是青池源治郎。後遭到青池里佳殺死。

### 由良家
屋號為「枡屋」。
由良 卯太郎（ゆら うたろう）
由良家前任當家，昭和十年時因病去世。
由良 五百子（ゆら いおこ）
由良卯太郎之母，高齡八十三歲，熟悉鬼首村的手毬歌。
由良 敦子（ゆら あつこ）
由良卯太郎之妻，與青池源治郎私通生下由良泰子。
由良 敏郎（ゆら としろう）
由良卯太郎的兒子、由良家現任當家。
由良 榮子（ゆら えいこ）
由良敏郎之妻。
由良 泰子（ゆら やすこ）
由良卯太郎的女兒，但是她其實與由良卯太郎沒有任何血緣關係，真正的父親是青池源治郎。最後她遭到青池里加殺死。

### 別所家
屋號為「錠前屋」。
別所 辰藏（べっしょ たつぞう）
仁礼家葡萄酒酒造工廠主人。
別所 蓼太（べっしょ りょうた）
別所辰藏與別所春江之父。
別所 松子（べっしょ まつこ）
別所辰藏與別所春江之母。
別所 五郎（べっしょ ごろう）
別所辰藏的兒子、鬼首村青年團團員。
別所 春江（べっしょ はるえ）
別所千惠子之母，恩田幾三失蹤後，她遭到村人排擠而離開鬼首村。
別所 千惠子（べっしょ ちえこ）
春江的女兒，戶籍上的父母是別所蓼太與別所松子。她是一位當紅藝人，藝名為大空由加利（台灣中文版漢字譯為「由佳利」），昭和二十三年時，因為遭到村人排擠而離開鬼首村。她與由良泰子、仁礼文子、青池里子其實是同父異母的姊妹。

### 其他
日下部 是哉（くさかべ これや）
大空由加利經紀人。
大本多醫生
醫生。昭和七年時負責檢查青池源治郎的屍體。
小本多醫生
大本多醫生的兒子。
本多 一子（ほんだ かずこ）
本多醫生之妻。
多多羅 放庵（たたら ほうあん）
村長，本名為多多羅一義。他曾投書民俗學雜誌《民間傳承》，熟悉鬼首村的手毬歌。栗林玲為他的第5任妻子。
阿絲
總社旅館「井筒」的老闆娘，熟識多多羅放庵。
栗林 玲（くりばやし りん）
多多羅放庵第5任妻子，與多多羅放庵不合而離家出走，來到神戶。後來金田一耕助發現她在殺人事件發生前就去世了。（台灣中文版漢字譯為「鈴」）
恩田 幾三（おんだ いくぞう）
別所千惠子之父，疑似為殺死青池源治郎的兇手。他與青池源治郎其實是同一人。

## 背景
《惡魔的手毬歌》為童謠謀殺事件，與《獄門島》、《本陣殺人事件》相當類似，受到國外比擬殺人事件小說的影響，例如美國作家范·達因的《僧侶殺人事件》。橫溝正史原本想要放棄童謠謀殺事件的構想，怕被讀者詬病作品老調重彈，只是重復阿加莎·克里斯蒂的經典《一個都不留》。因為橫溝正史無法找到合適的童謠，後來根據《楢山節考》，自己創作出日本歌謠。

## 作品評價
- 田中潤司選出橫溝正史最出色的五部作品、本作品位居第4位[3][1]。
- 『週刊文春』推理作家與推理小説愛好者約500名所投票選出、本作品在1985年版位居第42位[4]，2012年版則位居第75位[5]。

## 電影

### 1961年版
1961年11月15日上映、東映制作、渡邊邦男執導。
本作跟原作之間在人名和血緣關係上有明顯的差異，編劇回述當時拍攝電影前是沒看過原作，只是根據聽到過的關於本作的口傳而寫劇本的。
演出
- 金田一 - 高倉健
- 白木静子 - 北原茂實
- 磯川（警部） - 神田隆
- 遠藤和雄 - 小野透
- 仁礼剛造 - 永田靖
- 仁礼源一郎 - 大村文武
- 仁礼里子 - 志村妙子
- 仁礼宮子 - 不忍郷子
- 和泉須磨子 - 八代万智子
- 石山伍堂 - 石黑達也
- 多多羅放庵 - 花澤德衛
- 辰蔵 - 中村是好
- 五郎 - 菅原壮吉
- 日下部 - 山口勇
- 吉田 - 増田順司
- 栗林 - 山本麟一

### 1977年版
1977年4月2日、東寶製作、市川崑執導，主演石阪浩二。
演出
- 金田一 - 石阪浩二
- 青池里佳 - 岸惠子
- 青池歌名雄 - 北公次
- 青池里子 - 永島暎子
- 別所千惠 - 仁科明子
- 別所春江 - 渡邊美佐子
- 日下部是哉 - 小林昭二
- 別所辰藏 - 常田富士男
- 別所五郎 - 大和田獏
- 由良泰子 - 高橋洋子
- 由良敦子 - 草笛光子
- 由良敏郎 - 頭師孝雄
- 由良五百子 - 原久子
- 由良荣子 - 川口節子
- 仁禮文子 - 永野裕紀子
- 仁禮嘉平 - 辰巳柳太郎
- 仁禮直太 - 大羽五朗
- 仁禮流次 - 潮哲也
- 仁禮路子 - 富田惠子
- 司孝枝 - 白石加代子
- 多多羅放庵 - 中村伸郎
- 阿幹 - 林美智子
- 立花（搜查主任） - 加藤武
- 權堂（醫生） - 大瀧秀治
- 野呂十兵衛 - 三木則平
- 井筒絲 - 山岡久乃
- 中村（巡查） - 岡本信人
- 野津（刑事） - 辻萬長
- 磯川（警部） - 若山富三郎

## 電視劇

### 1971年版
當時題名為「女人朋友」，在日本電視系列的「週二女性特輯」（毎週二21:30 - 22:26）從1971年6月22日至7月20日播放，共5集。金田一没有出場。
主演
- 牧村由加利 - 范文雀
- 青池慎一 - 峰岸隆之介
- 篠塚 - 高橋昌也
- 榊原 - 伊達三郎
- 榊原泰子 - 川崎茜
- 青池時子 - 齋藤美和
-  - 鮎川泉

### 1977年版
「横溝正史系列I・惡魔的手毬歌」，在TBS系列從1977年8月27日至10月1日毎週六22:00 - 22:55播放。共6集。
主演
- 金田一 - 古谷一行
-  - 佐藤友美
- 青池歌名雄 - 高岡健二
-  - 池波志乃
- 多多羅放庵 - 小澤榮太郎
- 由良敦子 - 大塚道子
- 由良泰子 - 渡井直美
- 由良五百子 - 村瀨幸子
- 仁礼嘉平 - 鈴木瑞穗
- 仁礼文子 - 新海百合子
- 咲枝（仁礼嘉平之妹） - 松村康世
- 別所春江 - 川口敦子
- 別所千惠子 / 大空由加利 - 夏目雅子
- 別所辰藏 - 矢野宣
- 阿幹 - 三戸部知惠
- 井筒屋老板娘 - 日色巴
- 木村（巡查） - 東野英心
- 本多（医師） - 永井智雄
- 新聞記者 - 穴户錠
- 日和（警部） - 長門勇
- 阿鐘 - 野村昭子

### 1990年版
「名偵探・金田一耕助系列・惡魔的手毬歌」，在TBS系列在1990年10月5日播放。
主演
- 金田一 - 古谷一行
-  - 有馬稻子
- 青池歌名雄 - 石黑賢
-  - 淺野愛子
- 多多羅放庵 - 汐路章
- 由良敦子 - 江波杏子
- 由良泰子 - 小泽幹子
- 仁礼嘉平 - 加藤武
- 仁礼文子 - 夏海京子
- 別所千惠子 - 伊藤司
- 別所春江 - 大橋芳枝
- 磯川（警部） - 藤岡琢也
- 等等力（警部） - 花肇
- 咲枝 - 白川和子
- 恩田幾三 - 西園寺章雄
- 立花（警部補） -光石研

### 1993年版
「横溝正史系列・惡魔的手毬歌」，在富士電視系列的2小時連續劇「週五Entertainment」（每週五21:00 - 22:52）節目檔中於1993年9月24日播放。
主演
- 金田一 - 片岡鶴太郎
-  - 石田步
- 由良敦子 - 新橋耐子
- 由良泰子 - 佐藤忍
- 仁礼仁平 - 高橋幸治
- 仁礼文子 - 朝岡實嶺
- 仁礼咲枝 - 吉澤京子
- 增田歌名雄 - 加勢大周
- 別所春江 - 萬田久子
- 別所千惠子 / 青池里子 - 牧瀨里穗
- 多多羅放庵 - 平幹二朗
- 阿糸 - 二宮小夜子
- 河原佐武
- 磯川（警部） - 加藤武
- 木村（巡査） - 渡邊一惠

### 2009年版
「金田一耕助系列・惡魔的手毬歌」，在富士電視系列中於2009年1月5日播放。
劇情發展相對忠實於原作，出場人物有少許刪減。另外最終的解謎場面跟原作有些許出入。
本作是唯一有拍攝到由佳利御殿及其被大火吞噬的場景的改編影視作品，另外開頭也加入了橫溝正史一邊閱讀《無人生還》和《主教謀殺案》一邊唱童謠的場景。
主演
- 金田一 - 稻垣吾郎
-  - 片瀨梨乃
- 青池歌名雄 - 平岡祐太
- 大空由加利 - 山田優
-  - 柴本幸
- 多多羅放庵 - 麿赤兒
- 栗林玲 - 森康子
- 阿幹 - 藤本静
- 由良泰子 - 中丸紫苑
- 仁礼文子 - 多岐川華子
- 別所辰藏 - 有薗芳記
- 仁礼勝平 - 山崎裕太
- 仁礼咲枝 - 仁科亞季子
- 別所春江 - 田岡美也子
- 由良敦子 - 山口美也子
- 仁礼嘉平 - 石田太郎
- 由良五百子 - 佐佐木澄江
- 恩田幾三（青池源治郎） - 谷原章介
- 本多（醫師） - 犬塚弘
- 橘（署長） - 鹽見三省
- 横溝正史 - 小日向文世

### 2019年版
特別劇「惡魔的手毬歌～金田一耕助、再度出現」於2019年12月21日晚間9時20分－11時30分在富士電視系列的「週六premium」時段播出。
與原作的差異
- 被害女性年齡20歲，比原作設定少3歲（與1977年版電影及1977年與1990年版的日劇版中的設定相同）
- 村中沒有原作中的「由佳利宮殿」，千惠子等3人皆暫住於仁禮家中。
- 龜之湯的屋號為「桶屋」。
- 勝平為仁禮家獨子。
- 原作的立花警部補改為日劇版的立原警部補。
- 省略泰子遇害後、犯人返回工廠取回木枡與漏斗的情節。

主演
- 金田一耕助 - 加藤成亮（NEWS）
- 立原虎藏 - 生瀨勝久
-  - 寺島忍
- 青池歌名雄 - 小瀧望（Johnny's WEST）
- 大空由加利（別所千惠子） - 中條彩未
- 青池子 - 大野絲
- 仁禮文子 - 大友花戀
- 由良泰子 - 菅野莉央
- 仁禮勝平 - 森廉
- 別所春江 - 國生小百合
- 別所辰藏 ‐ 森下能幸
- 司咲枝 - 有森也實
- 阿幹 - 木南晴夏
- 玉田鑑識官 - 六角慎司
- 日下部是哉 - 岡田義德
- 青池源治郎／恩田幾三 - 渡邊大
- 本多醫師 - 泉谷茂
- 仁禮嘉平 ‐ 小木茂光
- 多多羅放庵 - 石橋蓮司
- 由良敦子 - 齊藤由貴
- 由良五百子 - 中尾美惠
- 野呂十兵衛 - 古田新太
- 磯川常次郎 - 古谷一行